# Цветик-семицветик (сказка)
«Цветик-семицветик» — сказка Валентина Катаева, написанная в 1940 году. Посвящена писателю Борису Левину. Впервые опубликована в «Литературной газете» (10 февраля 1940) и журнале «Мурзилка» (1940, № 2); в дальнейшем неоднократно переиздавалась и была включена в детские хрестоматии. Произведение стало основой для мультипликационных фильмов «Цветик-семицветик» (1948) и «Последний лепесток» (1977), эпизода одного из выпусков киножурнала «Ералаш», а также одноимённой короткометражной ленты (1968).

## Сюжет
Главная героиня сказки — девочка Женя — неожиданно получает от незнакомой старушки волшебный цветок с семью разноцветными лепестками, способный исполнять желания. Для этого нужно оторвать один из лепестков и произнести заклинание:

Лети, лети, лепесток,

Через запад, на восток,

Через север, через юг,

Возвращайся, сделав круг.

Лишь коснёшься ты земли —

Быть по-моему вели.

Женя, имеющая возможность семь раз распорядиться волшебной силой цветка, поначалу использует его магическую силу по мере ситуации, так она просит, чтобы цветок вернул баранки, съеденные уличной собакой, а затем склеил разбившуюся вазу, которую она сама и разбила, после чего стала расходовать лепестки цветка нерационально: сначала семицветик перенёс героиню на Северный полюс, а затем возвратил обратно во двор. Далее, позавидовав девочкам, имеющим красивые игрушки, Женя «велит», чтобы у неё были все куклы, мячи и велосипеды мира. Когда желание исполняется, героиня отрывает ещё один лепесток (тот, что фиолетовый) с просьбой отправить игрушки обратно в магазины.
В итоге Женя обнаруживает, что у неё остался последний (голубой) лепесток. Она решает не торопиться и сделать правильный выбор. Размышления героини о том, что предпочтительнее — два килограмма шоколадных конфет, трёхколёсный велосипед или билеты в кино и цирк, — прекращаются, когда она знакомится с сидящим у ворот мальчиком Витей. Девочка предлагает новому знакомому поиграть в салочки, однако мальчик объясняет, что это невозможно: он хромой на всю оставшуюся жизнь. С помощью семицветика Женя избавляет Витю от вечного недуга и обретает тем самым товарища для игр.

## Создание, публикации, критика
«Цветик-семицветик» был написан в начале 1940 года в Переделкине. Восемь лет спустя Валентин Катаев рассказал в интервью, что замысел сказки возник у него после получения известия о гибели писателя Бориса Левина; ему же автор и посвятил произведение. «Написал сказку „Цветик-семицветик“, думая о том, как надо жалеть людей. Написал, узнав, что умер светлый и талантливый человек — Борис Левин (погибший на финской войне писатель)». 
В феврале 1940 года историю про девочку Женю и её волшебный цветок опубликовали сразу два издания: «Литературная газета» и детский журнал «Мурзилка» (с иллюстрациями художника Михаила Храпковского). Произведение, весьма благожелательно встреченное советской критикой, было включено в хрестоматии для детского чтения; педагоги отмечали, что сказка отличается «простотой, естественностью и глубиной».
В постсоветский период появились другие оценки «Цветика-семицветика». Так, публицист Михаил Горелик в статье «Детское чтение» («Новый мир», 2006, № 2) представил свою трактовку катаевского произведения. Согласно его версии, героиня, оказавшаяся на Северном полюсе, в окружении белых медведей, «едва не стала жертвой социальной мифологии». Отметив, что это и другие желания Жени «абсурдны», а сама экспозиция сказки «намеренно затянута», Горелик назвал финал истории про исцелившегося Витю «горьким и двусмысленным»: «Счастливый мальчик бежит — и бежит так быстро, что его спасительница, как ни пытается, не может догнать его. Она отдала ему самое дорогое, он встал на ноги (визуализация метафоры) — и был таков. Она остаётся одна».
На статью Горелика откликнулась литературовед Наталья Шевцова, которая сочла, что его интерпретация «Цветика-семицветика» (как и пересказ другой сказки Катаева — «Дудочка и кувшинчик») тенденциозна и призвана дискредитировать детскую советскую литературу. Отдельно Шевцова выделила взаимоотношения Жени и Вити, в которых Горелик увидел обобщённую историю судеб жертвенных женщин и сделал отсылку к семейной истории Булата Окуджавы. О том, что творчество Катаева в постсоветскую эпоху действительно переосмысливалось рядом критиков, писал и филолог Константин Поздняков — по его словам, среди публикаций, в которых писатель выглядит как «законченный циник» (определение из очерка литературоведа Вячеслава Огрызко), особняком стоит статья Дмитрия Быкова «Семицветик». Быков начал её фразой «Катаев был лучшим советским писателем», а завершил напоминанием, что заклинание «Лети, лети, лепесток…» знают наизусть дети разных поколений, в том числе родившиеся в XXI веке. Узнаваемый наказ «быть по-моему вели́» автор статьи дополнил пожеланием:
Вели, чтобы мальчик Валя Катаев был сейчас в своей счастливой, ленивой, ослепительной предреволюционной Одессе, чтобы друзья хвалили его стихи и чтобы все гимназистки были его.

## Художественные особенности
Основы советской авторской сказки были заложены в 1920-х годах, с выходом «Трёх толстяков» Юрия Олеши. Три следующих десятилетия определяются исследователями как время расцвета этого жанра: в 1930—1950-х годах были изданы «Старик Хоттабыч» Лазаря Лагина, «Королевство кривых зеркал» Виталия Губарева, «Приключения Незнайки и его друзей» Николая Носова, «Дудочка и кувшинчик» и «Цветик-семицветик» Валентина Катаева и другие произведения. Большинство из них имеет оригинальные сюжеты (в отличие от литературных сказок XIX века, нередко базирующихся на фольклорной основе), а их герои, как правило, обладают реалистичными характерами. В ряде советских литературных сказок имеется характерная особенность: фольклорные элементы в них соседствуют с узнаваемыми приметами эпохи.
Так, в «Цветике-семицветике» есть сказочный зачин («Жила-была на свете девочка Женя»), а старушка, отдавшая Жене цветок, исполняет функции фольклорного дарителя. Отсылкой к народным сказкам являются и многократно повторяемые глаголы повелительного наклонения: «лети», «возвращайся». При этом фольклорная поэтика органично сосуществует рядом с реалиями 1930-х годов, к которым относятся, например, игры детей в папанинцев. Само произведение — прозаическое, однако часть текста в нём написана в рифму и напоминает считалки — речь идёт о заклинании («Лети, лепесток, через запад на восток…») и белых медведях, которых Женя встречает на Северном полюсе: «первый — нервный, второй — злой, третий — в берете» и т. д.).
Исследователи обращают внимание на цветовую палитру, которая присутствует в названии сказки: семь лепестков совпадают по цвету с радужным спектром. Героиня, потратив на сиюминутные просьбы шесть лепестков, остаётся с последним — голубым, символизирующим воплощение «голубой мечты», заветного желания. Именно с его помощью девочка исцеляет Витю. Финал истории рассматривается — в том числе — с экзистенциальной точки зрения:
Разрешая коллизии «сказочным» путём, В. Катаев, с одной стороны, снимает остроту переживания своей экзистенции больным ребёнком, а с другой стороны, он через сюжетную линию Жени подводит читателя к постановке экзистенциальных вопросов: выбора ценностей, самоопределения, ответственного отношения к себе и другим.

## Адаптации
В 1948 году появилась первая мультипликационная версия «Цветика-семицветика» (режиссёр — Михаил Цехановский, автор сценария — Валентин Катаев). Создатели рисованного мультфильма «поделили» пространство ленты на две условные части — сказочную и реальную. Старушка-дарительница, преподносящая девочке Жене волшебный цветок, напоминает героиню фольклора — добрую фею, умеющую угадывать мысли и помогать в сложных ситуациях. В 1949 году фильм получил первую премию на международном кинофестивале в Марианске-Лазне. 
Валентин Катаев был сценаристом и короткометражного художественного фильма «Цветик-семицветик», снятого в 1968 году на киностудии имени М. Горького. Над картиной работали режиссёры Борис Бушмелев и Гарник Аразян, музыку к ленте написал композитор Евгений Крылатов.
В 1977 году на экраны вышел рисованный мультипликационный фильм «Последний лепесток», поставленный режиссёром Романом Качановым по мотивам «Цветика-семицветика». Исследователи отмечают, что присутствие фольклорной темы в работе Качанова сведено к минимуму — бо́льшая часть действия происходит в реальном мире. Свидетельством того, что создатели фильма дистанцировались от первоисточника, является и название мультипликационной сказки, не совпадающее с оригинальным.